# Jazz 70

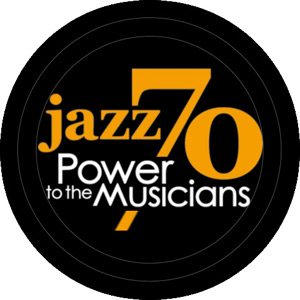
Jazz70

Jazz 70 est une association française créée en 1970, basée à Nîmes, et ayant pour objet la promotion du jazz et l'organisation de concerts.

## Histoire
Jazz 70, depuis sa création par Guy Labory le 1er septembre 1970 a programmé des centaines de concerts de jazz. Elle a organisé durant treize années le festival international de jazz de Nîmes, qui attirait 25 000 spectateurs par an et dont la programmation était composée d’artistes régionaux, européens et américains avec déjà une ouverture sur les musiques du monde. Jazz 70 est membre fondateur du collectif régional « Jazz en L’R » ; elle est subventionnée par le Conseil régional de Languedoc-Roussillon, le Conseil général du Gard et la Ville de Nîmes. 
L'association n’appartient à aucun réseau ou fédération. Présidée par l'architecte Laurent Duport, elle organise des concerts mensuels avec des musiciens de la région ou internationaux, ainsi que des créations et des résidences d'artistes. Son directeur artistique est le pianiste, membre du collège de l'Académie du Jazz, Stéphane Kochoyan.
La programmation de Jazz 70 s'appuie sur des visions artistiques très larges : jazz "classique", musiques électroniques, latin jazz, soul jazz, blues, gospel, etc.

## L'équipe en 2016
- Laurent Duport : président
- Stéphane Kochoyan : directeur artistique
- Jean-Luc Saunier : trésorier
- Jean-Paul Droz : secrétaire
- Quentin James : production, administration et régie générale

## Quelques artistes programmés et engagés
Miles Davis (4 fois), BB King, Chick Corea, Ray Charles, Keith Jarrett, Weather Report,  Gato Barbieri, Slim Gaillard, Charles Mingus, Chuck Berry, Sarah Vaughan, Bill Evans, Philly Jo Jones, Hank Jones, Woodie Herman, Dizzy Gillespie, Max Roach, Ron Carter, Tony Williams, Carla Bley, Art Ensemble of Chicago, Sonny Stitt, Curtis Fuller, John Scofield, Louis Sclavis, Tito Puente, Sonny Rollins, Stéphane Grappelli, Daniel Humair, Henri Texier, Richard Galliano, Marc Fosset, René Urtreger, Christian Escoudé, Didier Lockwood, Toots Thielemans, Aldo Romano, Paolo Fresu, Glenn Ferris, Michel Benita, Dee Dee Bridgewater, André Ceccarelli, Bernard Lubat, Jacques Thollot, André Minvielle, Patrick Auzier, Kenny Garrett, l’ORCHESTRA IMPROVISTA, Ravi Coltrane, Habana Sax, Vocal Sampling, Yuri Buenaventura, Orlando Marca Valle, Orquesta Aragon, Bebel Gilberto, Ahmad Jamal, Eddie Palmieri, Maceo Parker, Tigran Hamasyan, Ray Barretto, Bobby McFerrin, Georges Benson, Bireli Lagrene, Lucky Peterson, Cassandra Wilson, Elvin Jones, Michel Camilo, Mc Coy Tyner, Popa Chubby, Hamilton De Hollanda, Marcus Miller, Michel Legrand, Sébastien Texier, Christophe Marguet, Pierrick Pedron, Omara Portuondo, Michel Jonasz, Guillaume Naturel, Alex Tassel, Laurent de Wilde, Rhoda Scott, Michel Portal, HADOUK Trio, Jean Philippe Viret, Manu Dibango, Daniel Mille, Samson Schmitt, Mike Reinhardt, Hélène Labarriere, François Chassagnite, André Villeger, Vienna Art Orchestra, MOUTIN RÉUNION, China Moses, Michel Pastre, Chucho Valdès, Jean-Marc Padovani, Julie Saury, Sophie Allour, Chicago Blues Festival, Herbie Hancock, John Abercombie, Thierry Peala, No Jazz, Avishaï Cohen, Charlie Haden, Louis Winsberg, Jacques SCHWARZ-BART, E.S.T, Fred Wesley, Demi Evans, Chico Freeman, Roy Haynes, Puppini Sisters, Archie Shepp, Roy Ayers, Eddie Palmieri, Seun Kuti, Hocus Pocus, Steps Ahead, Keziah Jones, Robert glasper, Gregory Porter, Kenny barron, Christian McBride, Wallace Rooney, Tania Maria, Dahfer Youssef, General Electriks, Giovani Mirabassi, Joshua Redman, Daniel Mille, Jean-Louis Trintignan, Ibrahim Maalouf, Jacob Collier, Joe Lovano, Yuri Buenaventura, Hiromi, ....